# حلقه مهره اسیر

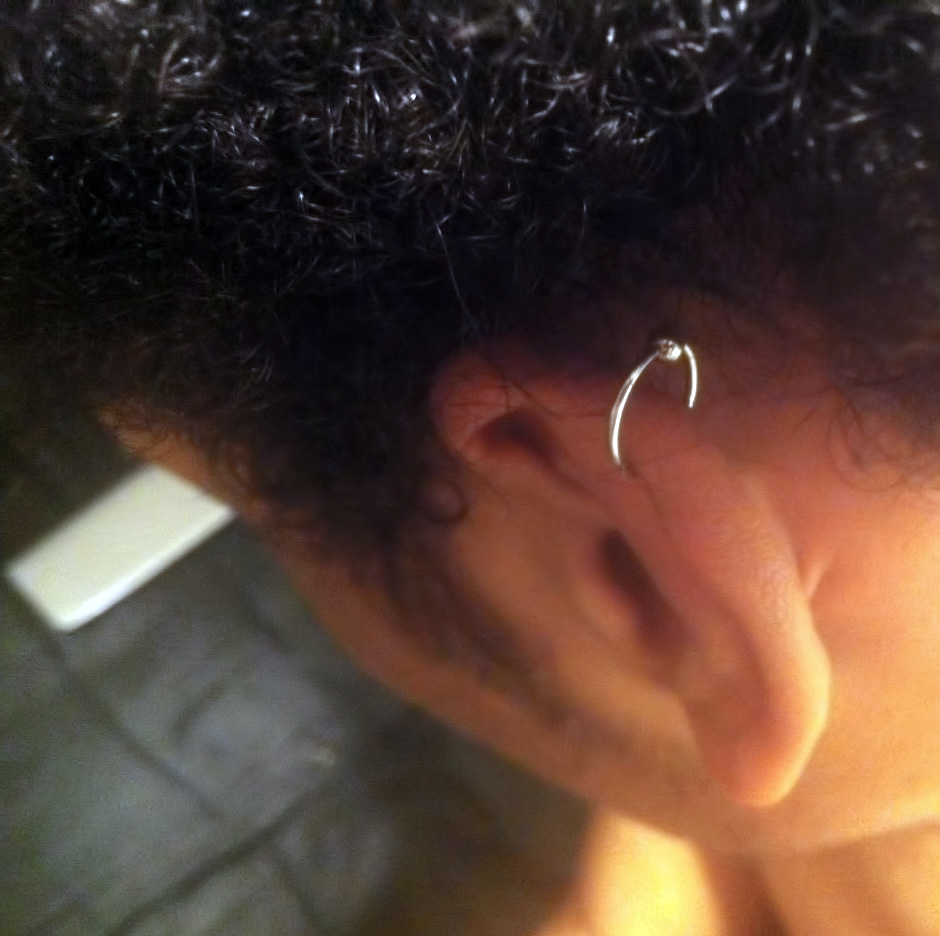
یک حلقه مهره اسیر که به گوش بسته شده است.

حلقه مهره اسیر (انگلیسی: Captive bead ring) یکی از معمولترین و پرکاربردترین جواهرات سوراخ‌کاری بدن است. این نوع از جواهر بسیار محبوب است چون کاربرد ساده‌ای دارد. علاوه بر این، به خاطر بسته بودن، در هنگام استفاده به لباس، مبلمان یا مو گیر نمی‌کند.